# Wilfred Ndidi
Onyinye Wilfred Ndidi (ur. 16 grudnia 1996 w Lagos) – nigeryjski piłkarz występujący na pozycji pomocnika w angielskim klubie Leicester City oraz w reprezentacji Nigerii.